# Les Martres-de-Veyre
Les Martres-de-Veyre (Las Mastras en occitan) est une commune française, située dans le département du Puy-de-Dôme, en région Auvergne-Rhône-Alpes. Elle fait partie de l'aire d'attraction de Clermont-Ferrand.

## Géographie

### Localisation
Située au confluent des rivières Veyre (appelée la Monne par les habitants des Martres) et Allier, la ville des Martres-de-Veyre se trouve, à vol d'oiseau, à 13,4 kilomètres au sud-est de Clermont-Ferrand.
La commune a une superficie d'environ 900 hectares et incluait jusqu'en 1875 la commune actuelle de Corent.
La commune présente la particularité de compter de nombreuses sources minérales. On en comptait 39 sur deux kilomètres le long de l'Allier en 1875. Les plus célèbres sont les sources des Saladis, la source Saint Martial et la Font de Bleix.
Huit communes sont limitrophes des Martres-de-Veyre :
| Orcet        | Le Cendre        | La Roche-Noire           |
|              | Martres-de-Veyre | Mirefleurs Saint-Maurice |
| Veyre-Monton | Corent           | Vic-le-Comte             |

### Géologie et relief
La superficie de la commune est de 928 hectares ; son altitude est comprise entre 323 et 500 m.

### Hydrographie

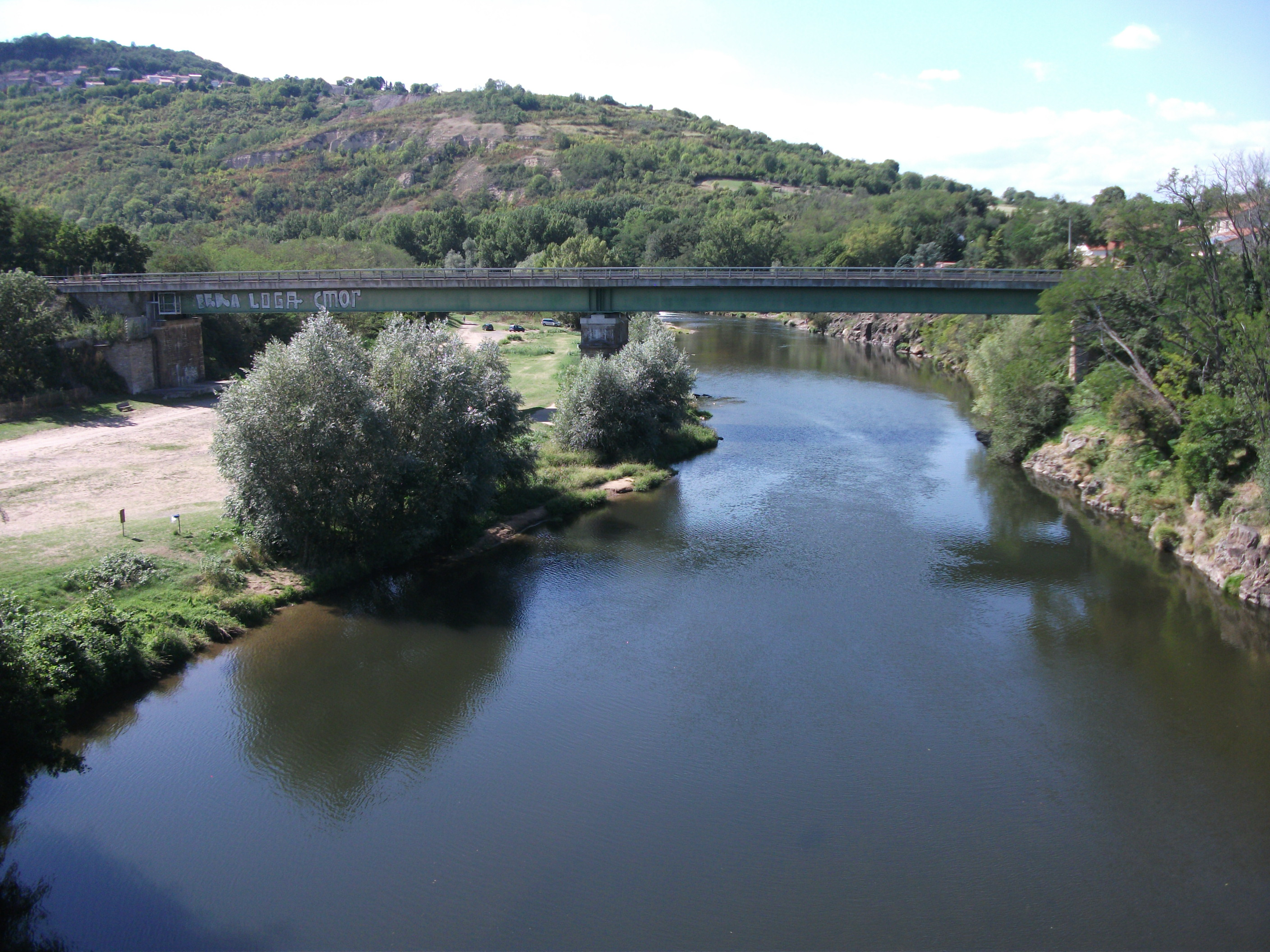
L'Allier vers l'amont et le viaduc de la voie ferrée au second plan. Le territoire communal des Martres-de-Veyre est à droite, celui de Vic-le-Comte à gauche.

La rivière Allier coule à la limite avec Vic-le-Comte, Saint-Maurice, Mirefleurs et La Roche-Noire. La ville est en rive gauche.
La commune est également traversée par la Veyre. Celle-ci est localement nommée la Monne, comme l'attestent de nombreux toponymes de la commune (jardins de la Monne en bordure de la rivière, salle municipales, rue éponyme).

### Voies de communication et transports

#### Voies routières

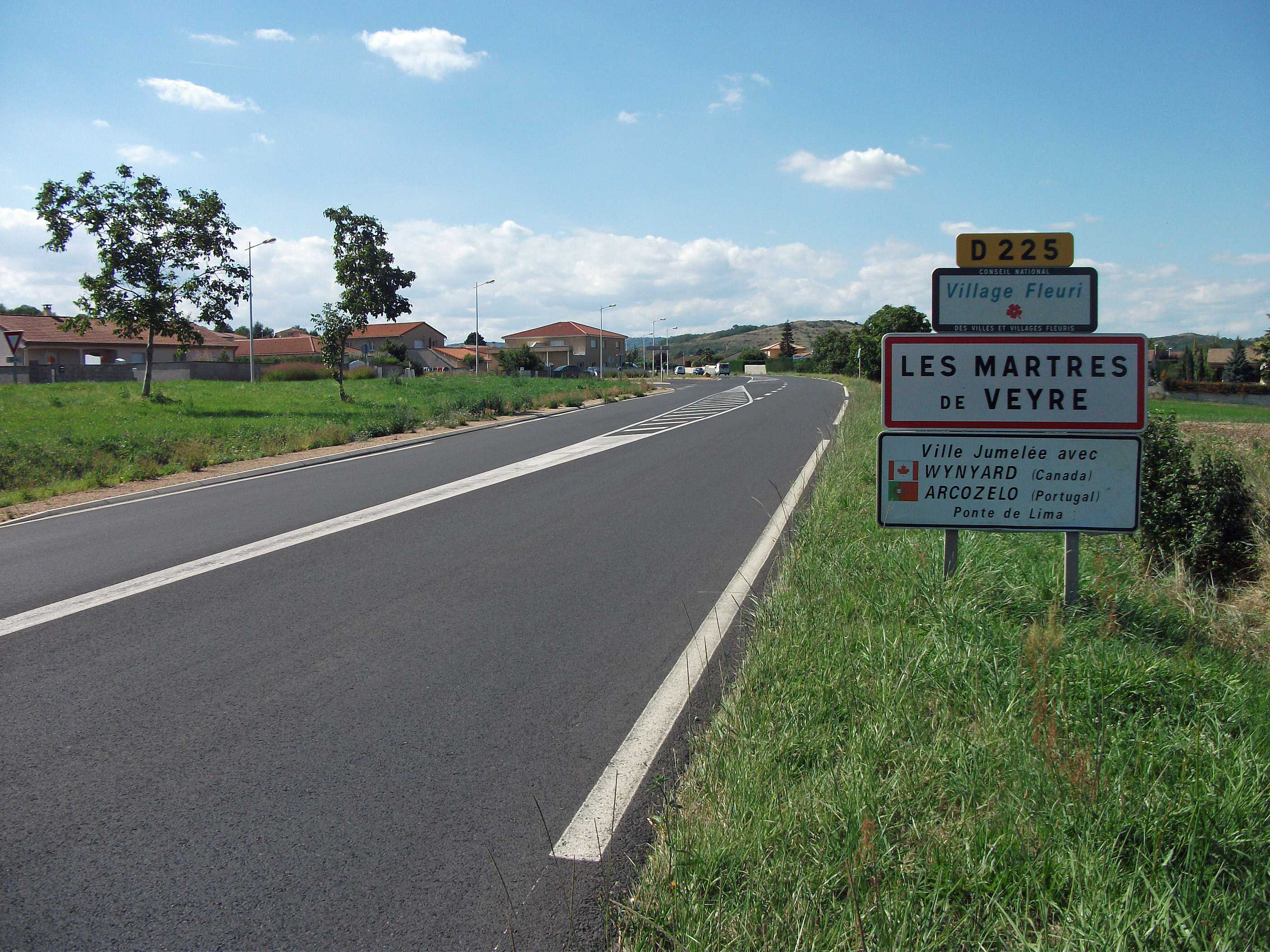
Entrée par la route départementale 225 en direction de Clermont-Ferrand.

L'autoroute la plus proche est l'autoroute A75, accessible depuis Orcet et Veyre-Monton par les départementales 978 et 225, ou encore par Le Cendre, par les départementales 979 et 8.
Les routes départementales 8 et 225 sont les principales routes qui traversent la ville. La D 8, en provenance du Cendre au nord, contourne la ville par l'est. Un deuxième tronçon, après tronc commun avec les départementales 751 et 225, relie la commune à Veyre (commune de Veyre-Monton) à l'ouest. La D 225 relie la commune à celle de Vic-le-Comte, au sud.
Le territoire communal est traversé par les départementales 751 (en direction de Mirefleurs), 751a, 753 (en direction de Soulasse, lieu-dit de Veyre-Monton débouchant sur la RD 786), ainsi qu'une partie de la RD 786.

#### Ponts

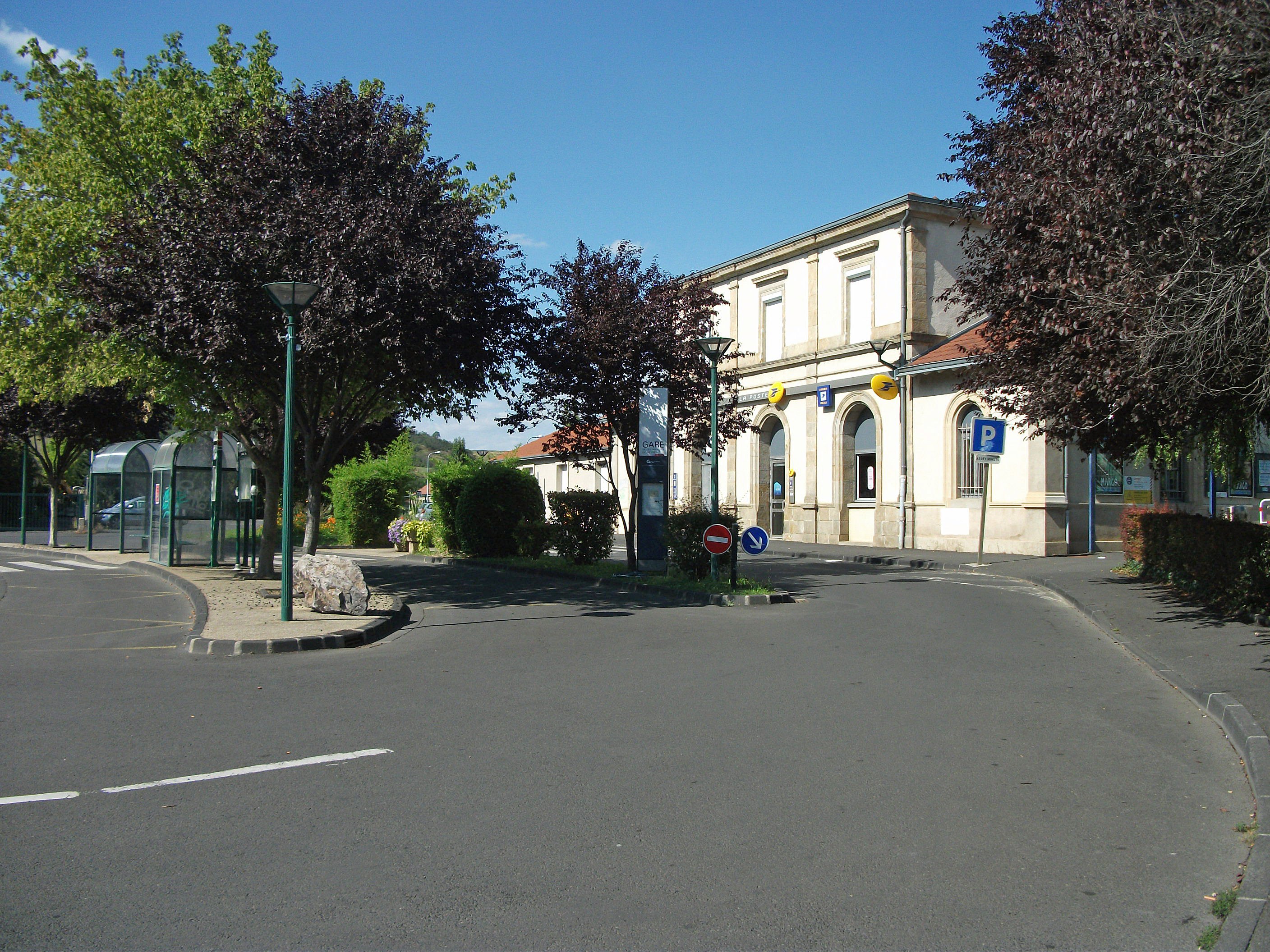
La gare partage le bâtiment avec le bureau de poste.

La rivière Allier est franchie par 3 ponts sur la commune des Martres-de-Veyre :
- le viaduc de Longues, support de la voie ferrée entre Les Martres-de-Veyre et Vic-le-Comte. Initialement construit en 1855, ce viaduc a été reconstruit en 1994[5].
- le pont de Longues, qui permet à la D 225 de franchir la rivière. Un ancien pont suspendu (1857) fut remplacé par le pont actuel au début des années 1970. Les piles de l'ancien pont restent visibles, réutilisées comme terrasse d'une entreprise, côté Martres-de-Veyre et comme terrasse d'une base de canoë-kayak, côté Vic-le-Comte.
- le pont de Mirefleurs, qui relie cette commune aux Martres-de-Veyre, au lieu-dit Le Bateau.

#### Transport ferroviaire

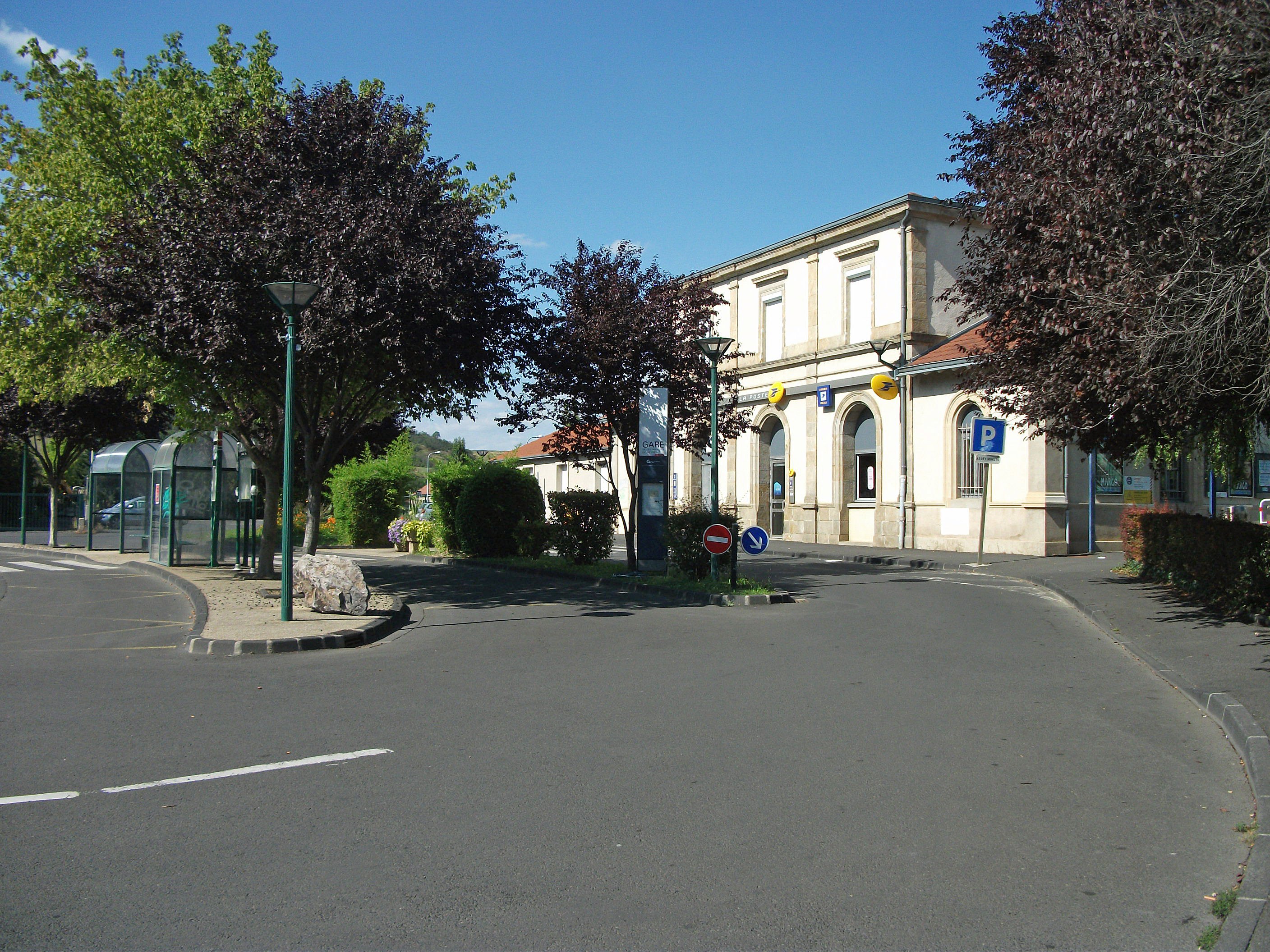
La gare partage le bâtiment avec le bureau de poste.

Il existe une gare SNCF dans le centre-ville. Située sur la ligne de Saint-Germain-des-Fossés à Nîmes-Courbessac, elle est desservie par des trains TER Auvergne-Rhône-Alpes reliant les gares de Clermont-Ferrand au nord et Vic-le-Comte au sud (certains trains peuvent continuer au-delà de ces gares précitées).

### Climat
Pour des articles plus généraux, voir Climat d'Auvergne-Rhône-Alpes et Climat du Puy-de-Dôme.
En 2010, le climat de la commune est de type climat du Bassin du Sud-Ouest, selon une étude du Centre national de la recherche scientifique s'appuyant sur une série de données couvrant la période 1971-2000. En 2020, Météo-France publie une typologie des climats de la France métropolitaine dans laquelle la commune est exposée à un climat de montagne ou de marges de montagne et est dans la région climatique  Nord-est du Massif Central, caractérisée par une pluviométrie annuelle de 800 à 1 200 mm, bien répartie dans l’année.
Pour la période 1971-2000, la température annuelle moyenne est de 11,4 °C, avec une amplitude thermique annuelle de 16,7 °C. Le cumul annuel moyen de précipitations est de 642 mm, avec 8 jours de précipitations en janvier et 6,6 jours en juillet. Pour la période 1991-2020, la température moyenne annuelle observée sur la station météorologique de Météo-France la plus proche, « Plauzat_sapc », sur la commune de Plauzat à 8 km à vol d'oiseau, est de 11,3 °C et le cumul annuel moyen de précipitations est de 606,8 mm,. Pour l'avenir, les paramètres climatiques de la commune estimés pour 2050 selon différents scénarios d'émission de gaz à effet de serre sont consultables sur un site dédié publié par Météo-France en novembre 2022.

## Urbanisme

### Typologie
Au 1er janvier 2024, Les Martres-de-Veyre est catégorisée ceinture urbaine, selon la nouvelle grille communale de densité à sept niveaux définie par l'Insee en 2022.
Elle appartient à l'unité urbaine de Veyre-Monton, une agglomération intra-départementale regroupant quatre  communes, dont elle est ville-centre,,. Par ailleurs la commune fait partie de l'aire d'attraction de Clermont-Ferrand, dont elle est une commune de la couronne,. Cette aire, qui regroupe 209 communes, est catégorisée dans les aires de 200 000 à moins de 700 000 habitants,.

### Occupation des sols
L'occupation des sols de la commune, telle qu'elle ressort de la base de données européenne d’occupation biophysique des sols Corine Land Cover (CLC), est marquée par l'importance des territoires agricoles (67,1 % en 2018), en diminution par rapport à 1990 (71,9 %). La répartition détaillée en 2018 est la suivante : zones agricoles hétérogènes (34,2 %), terres arables (24,4 %), zones urbanisées (22,4 %), prairies (6,7 %), milieux à végétation arbustive et/ou herbacée (5,7 %), eaux continentales (4,2 %), cultures permanentes (1,9 %), forêts (0,5 %), zones industrielles ou commerciales et réseaux de communication (0,1 %). L'évolution de l’occupation des sols de la commune et de ses infrastructures peut être observée sur les différentes représentations cartographiques du territoire : la carte de Cassini (XVIIIe siècle), la carte d'état-major (1820-1866) et les cartes ou photos aériennes de l'IGN pour la période actuelle (1950 à aujourd'hui).

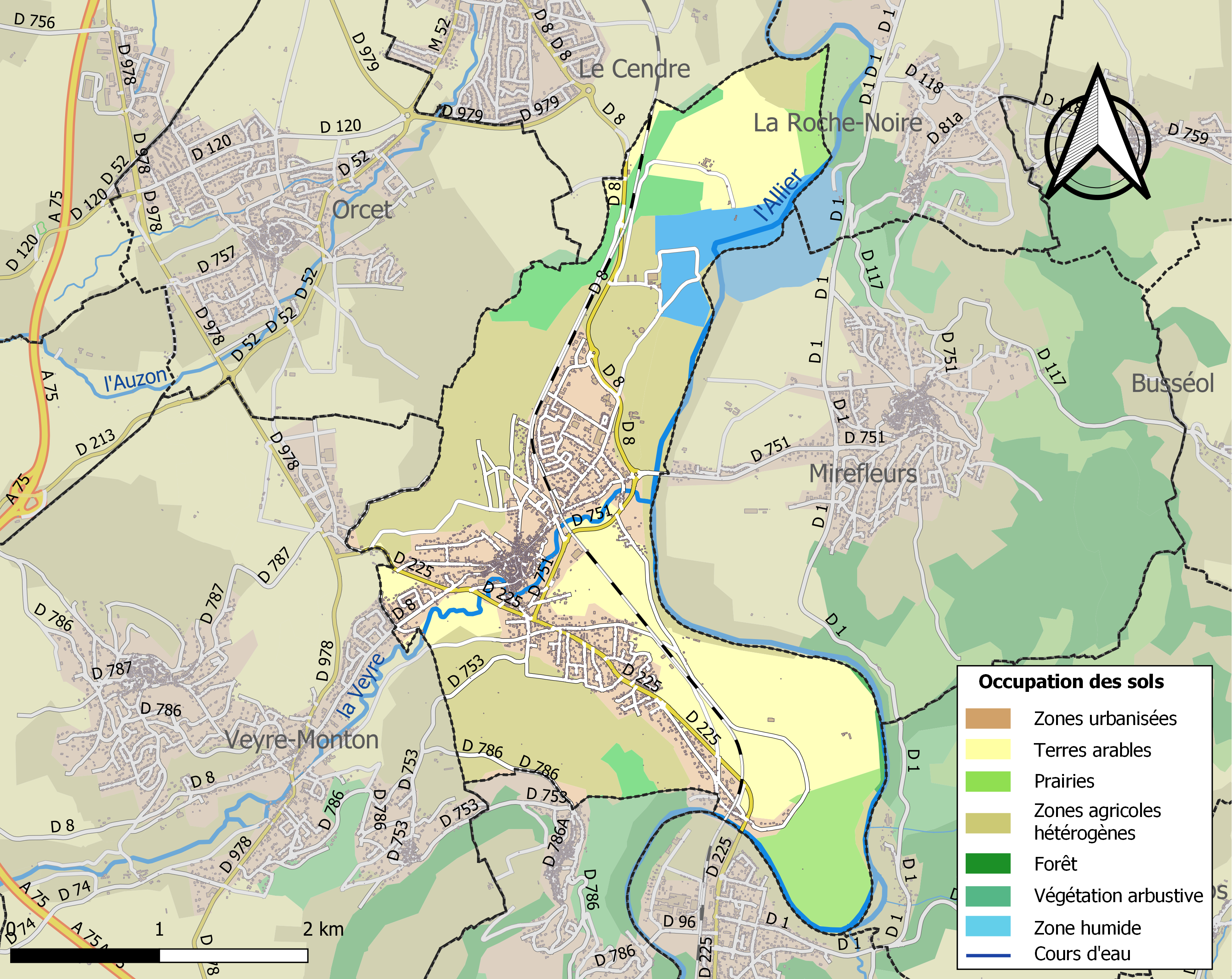
Carte des infrastructures et de l'occupation des sols de la commune en 2018 (CLC).

### Logement
En 2014, la commune comptait 1 904 logements, contre 1 843 en 2009. Parmi ces logements, 89,2 % étaient des résidences principales, 1,7 % des résidences secondaires et 9,2 % des logements vacants. Ces logements étaient pour 82,2 % d'entre eux des maisons individuelles et pour 17,6 % des appartements.
La proportion des résidences principales, propriétés de leurs occupants était de 70,2 %, en hausse sensible par rapport à 2009 (69 %). La part de logements HLM loués vides était de 5,4 % (contre 5 %).

## Toponymie
Les mentions anciennes de la localité sont:  ecclesia S. Martialis in villa Annoilum v. 1020, ecclesia Sancti Martialis XIVe siècle, Sanctus Martialis 1373, Les Martres-de-Vayre v.1757, 1799, Martres-de-Veyre v. 1850.
Le premier nom du village est donc Amnis en ancien occitan, il devient par la suite -  après le XIe siècle - Las Mastras. Ce dernier terme vient aussi de l'ancien occitan et désigne des endroits que l'on pensait liés aux « martyrs » des premiers siècles de la chrétienté.
Le nom de la ville vient de la Veyre, une rivière coulant à proximité.

## Histoire

### Magdalénien
Le terroir de la commune des Martres-de-Veyre est occupé depuis très longtemps, ainsi que l'attestent les résultats des différentes fouilles archéologiques menées sur son territoire ou celui des communes voisines. La plus ancienne attestation relevée à ce jour d'une occupation humaine aux Martres est une station Magdalénienne sise près de l'Allier, à proximité du pont de Longues reliant les Martres-de-Veyre à Vic-le-Comte, (actuelle route D225).

### Néolithique, âge du bronze
La commune montre également quelques traces d'occupation au Néolithique et à l'Âge du bronze. Ces occupations sont probablement à mettre en relation avec les agglomérations de hauteur qui se développent à ces périodes au sommet du puy de Corent,.

### La Tène
L'agglomération des Martres-de-Veyre apparaît vraiment à l'époque protohistorique et antique, avec un premier habitat structuré sur le site du Bay à l'époque gauloise, daté plus précisément de la Tène D1, vers 150-70 av. J.-C. La durée de vie de cette première agglomération, à vocation probablement commerciale et artisanale est assez courte, elle connaît ainsi une éclipse aux alentours de 80 av. J.-C.

### Époque gallo-romaine: l'atelier de poterie
Le secteur des Martres-de-Veyre est réinvesti au lendemain de la conquête romaine et une agglomération pérenne se constitue au lieu-dit « le Lot ». La Via Agrippa de Lyon à Saintes traverse l'Allier à Cournon-d'Auvergne, 7 km au nord. Ce vicus est bien caractérisé par l'archéologie.
Il s'agit pour l'essentiel d'une agglomération artisanale spécialisée dans la fabrication de céramique sigillée, travaillant en relation avec le grand centre de production de Lezoux et ses satellites Lubié (près de Lapalisse), Toulon-sur-Allier, Terre-Franche, Vichy et autres ateliers de la Gaule du centre. Outre ses fours de potiers, elle est également connue pour sa nécropole, mal caractérisée mais dont quelques tombes ont livré des vestiges organiques extrêmement bien conservés tels que vêtements et cheveux,. Cette agglomération romaine disparaît au IIIe siècle.

### Moyen-Âge
Le village actuel des Martres apparaît au XIIIe siècle, cette fois-ci centré sur une butte dominant la Veyre, à proximité de sa confluence avec l'Allier, au nord-ouest du vicus antique.

## Politique et administration

### Découpage territorial
La commune ds Martres-de-Veyre est membre de la communauté de communes Mond'Arverne Communauté, un établissement public de coopération intercommunale (EPCI) à fiscalité propre créé le 1er janvier 2017 siégeant à Veyre-Monton, et par ailleurs membre d'autres groupements intercommunaux. Jusqu'en 2016, elle faisait partie de la communauté de communes Gergovie Val d'Allier Communauté.
Sur le plan administratif, elle est rattachée à l'arrondissement de Clermont-Ferrand, à la circonscription administrative de l'État du Puy-de-Dôme et à la région Auvergne-Rhône-Alpes. De 1793 à 1801, elle dépendait du district de Clermont-Ferrand et était même chef-lieu de canton.
Sur le plan électoral, elle dépend du canton des Martres-de-Veyre pour l'élection des conseillers départementaux, depuis le redécoupage cantonal de 2014 entré en vigueur en 2015, et de la quatrième circonscription du Puy-de-Dôme pour les élections législatives, depuis le dernier découpage électoral de 2010.

### Élections municipales et communautaires

#### Élections de 2020
Le conseil municipal des Martres-de-Veyre, commune de plus de 1 000 habitants, est élu au scrutin proportionnel de liste à deux tours (sans aucune modification possible de la liste), pour un mandat de six ans renouvelable. Compte tenu de la population communale, le nombre de sièges à pourvoir lors des élections municipales de 2020 est de 27. Les vingt-sept conseillers municipaux, issus d'une liste unique, sont élus au premier tour avec un taux de participation de 26,33 %.
Cinq sièges sont attribués à la commune au sein du conseil communautaire de la communauté de communes Mond'Arverne Communauté,.
Le conseil municipal est composé de vingt-sept élus, dont six adjoints, deux conseillers délégués et dix-huit conseillers municipaux.

#### Chronologie des maires
| Période       | Période                       | Identité                 | Étiquette | Qualité |
| ------------- | ----------------------------- | ------------------------ | --------- | --- |
| janvier 1790  | juillet 1790                  | Hugues Bonjour           |           | |
| juillet 1790  | février 1791                  | Jean-Baptiste Manlhiot   |           | |
| février 1791  | novembre 1791                 | Antoine Manlhiot         |           | |
| novembre 1791 | décembre 1792                 | François Parades         |           | |
| décembre 1792 | avril 1794                    | Jean-François Parades    |           | |
| avril 1794    | novembre 1794                 | Etienne Paty             |           | |
| novembre 1794 | novembre 1795                 | François Parades         |           | |
| 1800          | 1820                          | Jacques Bonjour          |           | |
| 1820          | 1832                          | Antoines Bonjour         |           | |
| 1832          | 1855                          | Michel Parades-Lagarenne |           | |
| 1855          | 1878                          | Antoine Vialessèche      |           | |
| 1878          | 1892                          | Gilbert Michel           |           | |
| 1892          | 1900                          | Jean Chouvet             |           | |
| 1900          | 1901                          | Paul Bodin               |           | |
| 1901          | 1904                          | Barthélémy               |           | |
| 1904          | 1908                          | Gilbert Constant         |           | |
| 1908          | 1911                          | François Berrier         |           | |
| 1911          | 1915                          | Félix Manlhiot           |           | |
| 1915          | 1929                          | Antonin Manlhiot         |           | |
| 1929          | 1947                          | Joseph Page              |           | |
| 1947          | 1959                          | Alphonse Quinsat         |           | |
| 1959          | 1971                          | Gabriel Béal             |           | |
| 1971          | 1977                          | Paul Brun                | Droite    | Médecin |
| mars 1977     | mars 1983                     | Raymond Deval            | DVD       | Conseiller général du canton de Veyre-Monton (1961-1979) |
| mars 1983     | 2007                          | Jean-Pierre Decombas     | PS        | Médecin Conseiller général du canton de Veyre-Monton (1998-2011) Vice-président de la communauté de communes Gergovie Val d'Allier Communauté (2000-2011)                                                                       |
| 2007          | mars 2008                     | Claude Duchet            |           | |
| mars 2008     | En cours (au 20 octobre 2024) | Pascal Pigot,            | PS        | Employé de banque Conseiller départemental du canton des Martres-de-Veyre (2015-2017) 1er vice-président de Gergovie Val d'Allier Communauté chargé de l'habitat (2014-2017) Président de Mond'Arverne Communauté (depuis 2017) |

### Jumelages
La commune des Martres-de-Veyre est jumelée avec :
- Wynyard (Canada) depuis 1973[LMV 3] ;
- Arcozelo (Portugal)[LMV 3].

## Équipements et services publics

### Enseignement
La commune des Martres-de-Veyre dépend de l'académie de Clermont-Ferrand.
Les élèves débutent leur scolarité dans les écoles maternelle et élémentaire publiques du groupe scolaire Claude-Duchet gérées par la commune, puis au collège Jean-Rostand géré par le conseil départemental du Puy-de-Dôme.
Hors dérogations à la carte scolaire, les lycéens se rendent à Clermont-Ferrand, au lycée Jeanne-d'Arc ou Blaise-Pascal pour les filières générales, au lycée La-Fayette pour la filière sciences et technologies de l'industrie et du développement durable, ou au lycée Sidoine-Apollinaire pour la filière sciences et technologies du management et de la gestion.

### Instances judiciaires
La commune dépend de la cour d'appel de Riom et des tribunaux judiciaire et de commerce de Clermont-Ferrand.

## Population et société

### Démographie

#### Évolution démographique
L'évolution du nombre d'habitants est connue à travers les recensements de la population effectués dans la commune depuis 1793. Pour les communes de moins de 10 000 habitants, une enquête de recensement portant sur toute la population est réalisée tous les cinq ans, les populations de référence des années intermédiaires étant quant à elles estimées par interpolation ou extrapolation. Pour la commune, le premier recensement exhaustif entrant dans le cadre du nouveau dispositif a été réalisé en 2006.

En 2022, la commune comptait 3 786 habitants, en évolution de −4,27 % par rapport à 2016 (Puy-de-Dôme : +2,1 %, France hors Mayotte : +2,11 %).
| 1793  | 1800  | 1806  | 1821  | 1831  | 1836  | 1841  | 1846  | 1851  |
| ----- | ----- | ----- | ----- | ----- | ----- | ----- | ----- | ----- |
| 2 900 | 2 465 | 3 116 | 2 651 | 3 026 | 2 749 | 2 786 | 2 727 | 2 641 |

| 1856  | 1861  | 1866  | 1872  | 1876  | 1881  | 1886  | 1891  | 1896  |
| ----- | ----- | ----- | ----- | ----- | ----- | ----- | ----- | ----- |
| 2 640 | 2 527 | 2 508 | 2 509 | 1 794 | 1 688 | 1 754 | 1 780 | 1 740 |

| 1901  | 1906  | 1911  | 1921  | 1926  | 1931  | 1936  | 1946  | 1954  |
| ----- | ----- | ----- | ----- | ----- | ----- | ----- | ----- | ----- |
| 1 671 | 1 534 | 1 457 | 1 424 | 1 669 | 1 608 | 1 635 | 1 664 | 1 858 |

| 1962  | 1968  | 1975  | 1982  | 1990  | 1999  | 2006  | 2011  | 2016  |
| ----- | ----- | ----- | ----- | ----- | ----- | ----- | ----- | ----- |
| 2 086 | 2 293 | 2 633 | 2 615 | 3 151 | 3 914 | 3 949 | 3 934 | 3 955 |

| 2021  | 2022  | - | - | - | - | - | - | - |
| ----- | ----- | - | - | - | - | - | - | - |
| 3 863 | 3 786 | - | - | - | - | - | - | - |

#### Pyramide des âges
En 2018, le taux de personnes d'un âge inférieur à 30 ans s'élève à 33,0 %, soit en dessous de la moyenne départementale (34,2 %). De même, le taux de personnes d'âge supérieur à 60 ans est de 25,1 % la même année, alors qu'il est de 27,9 % au niveau départemental.
En 2018, la commune comptait 1 920 hommes pour 2 065 femmes, soit un taux de 51,82 % de femmes, légèrement supérieur au taux départemental (51,59 %).
Les pyramides des âges de la commune et du département s'établissent comme suit.
| Hommes | Classe d’âge | Femmes |
| ------ | ------------ | ------ |
| 0,6    | 90 ou +      | 1,5    |
| 5,4    | 75-89 ans    | 8,0    |
| 17,8   | 60-74 ans    | 16,8   |
| 22,8   | 45-59 ans    | 22,6   |
| 18,9   | 30-44 ans    | 19,5   |
| 17,3   | 15-29 ans    | 14,7   |
| 17,3   | 0-14 ans     | 17,0   |

| Hommes | Classe d’âge | Femmes |
| ------ | ------------ | ------ |
| 0,7    | 90 ou +      | 2,1    |
| 7,4    | 75-89 ans    | 10,2   |
| 17,7   | 60-74 ans    | 18,6   |
| 20,2   | 45-59 ans    | 19,2   |
| 18,4   | 30-44 ans    | 17,4   |
| 18,6   | 15-29 ans    | 17,2   |
| 17     | 0-14 ans     | 15,3   |

### Manifestations culturelles et festivités
Dans la commune, se tient chaque année :
- une foire à l'asperge, le jeudi de l'Ascension, organisée par l'association commerçante en collaboration avec la municipalité ;
- la foire de la Sainte-Catherine, organisée depuis 1654 ;
- une cérémonie en hommage à « Pierre le Canadien » le deuxième dimanche de décembre.

### Sports
La commune compte plusieurs associations sportives parmi lesquelles, un club de football (USMV football), un club de rugby (USMV rugby), un club de basket-ball (Val de Veyre), un club de tennis de table.

## Économie

### Emploi
En 2014, la population âgée de quinze à soixante-quatre ans s'élevait à 2 564 personnes, parmi lesquelles on comptait 77,7 % d'actifs dont 69,6 % ayant un emploi et 8,2 % de chômeurs.
On comptait 826 emplois dans la zone d'emploi. Le nombre d'actifs ayant un emploi résidant dans la zone étant de 1 800, l'indicateur de concentration d'emploi s'élève à 45,9 %, ce qui signifie que la commune offre moins d'un emploi par habitant actif.
1 641 des 1 799 personnes âgées de quinze ans ou plus (soit 91,2 %) sont des salariés. 15,8 % des actifs travaillent dans la commune de résidence.

### Entreprises
Au 1er janvier 2015, la commune des Martres-de-Veyre comptait 199 entreprises : 15 dans l'industrie, 43 dans la construction, 59 dans le commerce, le transport, l'hébergement et la restauration, 31 dans les services aux entreprises et 51 dans les services aux particuliers.
En outre, elle comptait 221 établissements.

### Tourisme
La commune compte un camping deux étoiles (Font Bleix) ainsi qu'une chambre d'hôtes.

## Culture et patrimoine

### Lieux et monuments
Église Saint-Martial de Limoges apparait dans les textes vers 1020. Sa nef est du XIIe siècle. Ce saint était célébré le 30 juin.

### Équipements culturels
Une médiathèque est installée avenue de la Gare.
La salle des fêtes de la commune porte le nom de La Loco'Motive.

### Personnalités liées à la commune
- Gérard Bocholier, poète, directeur de la revue Arpa, originaire des Martres-de-Veyre.
- Peter Dmytruk, dit « Pierre le Canadien », né à Radisson, province de la Saskatchewan au Canada, le 27 mai 1920 de parents d'origine ukrainienne. En juillet 1941, il s'engage comme sergent au 405e escadron de bombardiers et gagne l'Angleterre en juillet 1942. De retour d'un raid sur Stuttgart, son avion est mitraillé par les Allemands qui l'obligent à atterrir. Sans être repéré, il parcourt 400 km à travers la France occupée et, caché dans les bois, il est repéré par un maquisard, Joseph Planeix, qui l'emmène chez lui à Parent. La présence de cet étranger chez les frères Planeix attire l'attention de la police locale et Peter est transféré chez un autre maquisard, Marcel Coutarel, épicier à Chamalières où il a servi comme clients des soldats allemands. De cache en cache dans les collines environnantes, il apprend le maniement des armes aux jeunes maquisards à qui il disait : « Je préfère combattre avec vous ». Le 9 décembre 1943, à 22 heures, une équipe de sabotage place des explosifs sur la voie ferrée à 300 mètres de la gare des Martres-de-Veyre ; un convoi est neutralisé (avec la perte de 20 soldats allemands). De retour d'une autre opération quelques instants plus tard, Peter passe devant la gare où il est mitraillé par les Allemands. Il est tué sur le coup par une balle dans la tête (il avait 23 ans). Son compagnon Dumas, placé à ses côtés dans le véhicule, survivra. Dans une édition spéciale en date du 15 décembre 1943, la police locale demandait à « toute personne de donner des renseignements susceptibles d'identifier le soldat mort d'une balle dans la boîte crânienne ». Après le départ des Allemands, les habitants des Martres enterrèrent Peter Dmytruk avec les honneurs.
- Serge Michel, administrateur de nombreuses sociétés nationales françaises, dont Vinci, Veolia, Eiffage, Soficot, etc.